# Jaktorówko
Jaktorówko – osada pałucka w Polsce, położona w województwie wielkopolskim, w powiecie chodzieskim, w gminie Szamocin.
W latach 1975–1998 miejscowość administracyjnie należała do województwa pilskiego.

## Zabytki
We wsi zachował się zespół pałacowy złożony z pałacyku myśliwskiego z ok. 1900 r. (numer w rejestrze zabytków A-478) i parku pałacowego (A-563).

Zobacz też: Jaktorowo, Jaktorów